# Hoàng Trinh (diễn viên)
Nguyễn Thị Hoàng Trinh (sinh ngày 14 tháng 2 năm 1968), thường được biết đến với nghệ danh Hoàng Trinh, là một nữ diễn viên kiêm người dẫn chương trình truyền hình người Việt Nam. Cô từng đoạt giải Mai Vàng của báo Người lao động và các giải thưởng khác.
Hoàng Trinh được biết đến là một diễn viên kịch quen thuộc của sân khấu kịch IDECAF. Cô được nhắc đến đến với tên nhân vật là mèo Li Li khi tham gia nhóm Líu Lo.

## Tiểu sử
Nghệ sĩ Hoàng Trinh được sinh ra và lớn lên tại Sài Gòn trong một gia đình khá giả làm nghề may có 11 anh chị em. Ba và ông bà nội của cô là người Bắc, ông ngoại người Nam Định, bà ngoại và má cô là người Cần Thơ. Cô là con gái cưng của ông chủ tiệm may Việt Dũng nổi tiếng trên đường Pasteur, quận 1, Sài Gòn, vốn là khu giải trí sầm uất nổi tiếng. Do đó, cô được lớn lên trong khu vực bao quanh bởi rất nhiều tụ điểm giải trí như rạp phim, nhà hát,...
Thuở nhỏ, cô từng học tại trường Lê Quý Đôn, Hòa Bình. Sau khi hoàn thành xong bậc phổ thông, cô thi vào ngành Sư phạm, nhưng do có sở thích tìm hiểu và phân tích tính cách cũng như tâm lý con người, chị đã bỏ ngang để thi vào ngành Nghệ thuật. Cô tốt nghiệp trường Nghệ thuật Sân khấu II khoa kịch nói năm 1991.

## Sự nghiệp
Cô đã tham gia hơn 200 vai diễn hóa thân vào nhiều nhân vật khác nhau qua các vở kịch sân khấu, truyền hình (Lôi vũ, Ngàn năm tình sử, Bí mật vườn Lệ Chi, Vua thánh triều Lê, Tía ơi má dìa, Gươm lạc giữa rừng hoa, Tứ đại Mỹ Nhân, Mặt nạ bong bóng, Ngôi nhà không có đàn ông, Lời nguyền phù thủy,...) và đặc biệt là loạt kịch thiếu nhi Ngày xửa ngày xưa tại sân khấu kịch IDECAF (Tấm cám, Phù Đổng Thiên Vương, Dế mèn phiêu lưu ký, Na tra đại náo thủy cung, Hoàng tử Ai Cập, Phù thủy lắm chiêu, Tề Thiên Đại Thánh đại chiến Hồng Hài Nhi, Bảo tàng quái vật,...) Chị có khả năng diễn xuất đa dạng, hóa thân vào nhiều nhân vật, nhiều thể loại vai khác nhau. Cô từng là người dẫn chương trình trong loạt kịch thiếu nhi Chuyện Ngày Xưa trên HTV7 với vai mèo Li Li của nhóm Líu Lo (2000 - 2006).
Năm 1995, cô đoạt giải Mai Vàng của báo Người lao động với vai diễn vai Hoa Na trong vở Trong hào quang bóng tối. Chị cũng đoạt các giải thưởng khác.

## Các vai diễn (Kịch và Phim)

### Chương trìnhChuyện Ngày Xưa (HTV)
| Năm  | Tên tập (vai diễn)                                    | Năm  | Tên tập (vai diễn)                                                      | Năm  | Tên tập (vai diễn)                                    |
| ---- | ----------------------------------------------------- | ---- | ----------------------------------------------------------------------- | ---- | ----------------------------------------------------- |
| 2000 | Ông già và cục bướu (vai yêu tinh)                    | 2002 | Sự tích trái thơm (vai Thơm)                                            | 2003 | Sự tích con khỉ (vai nàng Vương)                      |
| 2000 | Hai người bạn đồng hành (vai sói)                     | 2002 | Chiếc vòng của sự thật (vai bạn của bé Xạo, mẹ của bé Xạo)              | 2003 | Bé chuối (vai bà tiên)                                |
| 2000 | Lọ nước thần (vai vợ anh nông dân, hoàng hậu)         | 2002 | Cái lu thần (vai vợ anh Bảy)                                            | 2004 | Gia tài của cha (vai chị ba)                          |
| 2000 | Câu chuyện dưới ánh trăng (vai gà trống)              | 2002 | Cô bé dũng cảm (vai dân làng, mẹ của bé tóc dài)                        | 2004 | Hoa râm bụt                                           |
| 2000 | Người hóa dế (vai quan, đứa trẻ hàng xóm)             | 2002 | Bông hoa kỳ lạ (vai bà lão)                                             | 2004 | Đôi giày đỏ (vai Mi Mi)                               |
| 2000 | Vị hoàng tử hạnh phúc (vai én, cô bé bán hoa)         | 2002 | Sự tích mặt trăng (vai phù thủy, bà mẹ (xác phù thủy))                  | 2004 | Món quà của vị thần muôn thú (vai thần sai vặt)       |
| 2001 | Bí mật của nhà vua (vai quan thái giám)               | 2002 | Tình bạn (vai vợ ông cả)                                                | 2004 | Cha đỡ đầu (vai công chúa)                            |
| 2001 | Hũ bạc của ông già đốt than (vai bà chủ ruộng)        | 2002 | Quả cam quý (vai người em trai, bà bán cam)                             | 2004 | Hoàng tử không cười (vai nữ hoàng)                    |
| 2001 | Hai chị em rắn thần (vai Bạch Xà)                     | 2002 | Câu chuyện anh học trò (vai ông thần)                                   | 2004 | Bác sĩ nha khoa (vai gà mái)                          |
| 2001 | Người thợ dệt thảm (vợ người thợ dệt thảm, hoàng hậu) | 2002 | Heo con xây nhà (vai heo út)                                            | 2004 | Cô gái lắm lời (vai nàng tiên cá)                     |
| 2001 | Con gái người chăn cừu (vai sứ giả, cướp)             | 2003 | Người bạn tốt (vai dê trắng)                                            | 2004 | Ông thần dỏm (vai sóc)                                |
| 2001 | Chú rùa thần kỳ (vai bà lão)                          | 2003 | Câu chuyện mùa xuân (vai lá non)                                        | 2004 | Niềm vui của mặt trời (vai cô tiên thời gian)         |
| 2001 | Chiếc gương diệu kỳ (vai dê)                          | 2003 | Ai làm việc nhiều hơn? (vai cô tai)                                     | 2004 | Cá sấu nhỏ trong rừng (vai gà mái)                    |
| 2001 | Nàng công chúa kiêu căng (vai công chúa Cát Tường)    | 2003 | Thương mẹ (vai em gái út)                                               | 2004 | Hạt lúa mì của sẻ con (vai sẻ bà ngoại)               |
| 2001 | Chú Cuội (vai cọp chị, thím Cuội)                     | 2003 | Kết bạn (vai ve sầu)                                                    | 2005 | Lớp học trong rừng (vai cô giáo chim gõ kiến)         |
| 2001 | Cây rìu vàng (vai người em)                           | 2003 | Hai anh em (vai nông dân trồng bắp, thôn nữ trồng bắp, bà lão, bà tiên) | 2005 | Ba điều khờ dại (phần 1) (vai chim trắng, quận chúa)  |
| 2001 | Nàng công chúa và bầy thiên nga (vai công chúa)       | 2003 | Hạt giống tốt (vai nữ thủ lĩnh)                                         | 2005 | Ba điều khờ dại (phần 2) (vai chim trắng, quận chúa)  |
| 2001 | Hoa tuyết (vai con gái riêng của bà mẹ kế)            | 2003 | Nụ cười (vai bác cóc)                                                   | 2005 | Căn nhà bí mật (phần 1) (vai bà lão, bà tiên)         |
| 2002 | Thần lửa và những chú chim nhỏ (vai chim ba)          | 2003 | Bà chúa Tuyết                                                           | 2005 | Căn nhà bí mật (phần 2) (vai bà lão, bà tiên)         |
| 2002 | Sự tích cây nêu ngày tết (vai nữ chúa quỷ)            | 2003 | Cô bé rơm (vai Hướng Dương)                                             | 2005 | Anh chàng mưa trí - Mua bóng râm (vai lính, dân làng) |
| 2005 | Giải cứu mùa xuân (phần 1) (vai công chúa mùa xuân)   | 2005 | Giải cứu mùa xuân (phần 2) (vai công chúa mùa xuân)                     |      |                                                       |

### KịchNgày Xửa Ngày Xưa
| Năm  | Vở diễn                                                                          | Vai diễn                  |
| ---- | -------------------------------------------------------------------------------- | ------------------------- |
| 2000 | NXNX 01 - Tấm Cám                                                                | Tấm                       |
| 2001 | NXNX 02 - Công Chúa Ngủ Trong Rừng                                               | Mèo Li Li                 |
| 2002 | NXNX 03 - Dế Mèn Phiêu Lưu Kí                                                    | Kiến chúa                 |
| 2002 | NXNX 04 - Hoàng Tử Sọ Dừa                                                        | Nàng Tơ                   |
| 2003 | NXNX 05 - Cô Bé Lọ Lem                                                           | Cô tiên                   |
| 2003 | NXNX 06 - Người Đẹp Và Quái Vật                                                  | Bé tách                   |
| 2004 | NXNX 07 - Nàng Tiên Cá                                                           | Hoàng hậu                 |
| 2004 | NXNX 08 - Công Chúa Chích Chòe                                                   | Hoàng hậu                 |
| 2005 | NXNX 09 - Aladdin Và Đủ Thứ Thần                                                 | Bà Ala Nấu (mẹ Aladin)    |
| 2005 | NXNX 10 - Huyền Thoại Nữ Thần Lee Kim Chi                                        | Đom đóm                   |
| 2005 | NXNX 11 - Cậu Bé Rừng Xanh                                                       | Sư tử cái                 |
| 2006 | NXNX 12 - Nàng Bạch Tuyết Lạc 7 Chú Lùn                                          | Hoa mười giờ, bà tiên     |
| 2006 | NXNX 13 - Na Tra Đại Náo Thủy Cung                                               | Thạch Cơ                  |
| 2007 | NXNX 14 - Sơn Tinh Thủy Tinh                                                     | Cô tiên                   |
| 2007 | NXNX 15 - Hoàng Tử Ai Cập                                                        | Hoàng hậu                 |
| 2008 | NXNX 16 - Chuyện Thần Tiên Xứ Phù Tang                                           | Bà Ajino (mẹ Ajibaba)     |
| 2008 | NXNX 17 - Phù Đổng Thiên Vương & Lá Cờ Thêu 6 Chữ Vàng                           | Mẹ Gióng                  |
| 2009 | NXNX 18 - Chàng Lang Thang Và Nàng Tùy Tiện                                      | Hoàng hậu                 |
| 2009 | NXNX 19 - Phù Thủy Lắm Chiêu                                                     | Cọp mẹ                    |
| 2010 | NXNX 20 - Cậu Bé Khoai Lang Tây Và 3 Bà Tiên                                     | Thần mùa hạ               |
| 2011 | NXNX 21 - Võ Công Tiểu Quái                                                      | Bà Thắm                   |
| 2011 | NXNX 22 - An-Ly Và Thần Băng Giá                                                 | Bà mẹ                     |
| 2011 | NXNX 23 - Những Đứa Con Của Rồng                                                 | Hoàng hậu                 |
| 2012 | NXNX 24 - Chúa Tể Muôn Loài                                                      | Mèo rừng                  |
| 2013 | NXNX 25 - Hoàng Tử Xấu Xí Và Cô Gái Tóc Vàng                                     | Vợ lão gù                 |
| 2013 | NXNX 26 - Hoàng Tử Gấu Và Hạt Đậu Thần                                           | Hoàng hậu                 |
| 2014 | NXNX 27 - Cuộc Chiến Của Ông Kẹ Và Các Bà Mẹ                                     | Nữ thần sắc đẹp           |
| 2015 | NXNX 28 - Nàng Công Chúa Đi Lạc                                                  | Hoàng hậu, bà lão         |
| 2016 | NXNX 29 - Bảo Tàng Quái Vật                                                      | Bà đồng hồ                |
| 2017 | NXNX 30 - Hoàng Tử - Công Chúa Và 9 Vị Thần... Bị Bắt                            | Hoàng hậu, thần mặt trăng |
| 2018 | NXNX 31 - Alibaba Với Đầy Đủ 40 Tên Cướp Với Lại Cây Đèn Thần Của Aladin Nữa Đó! | Công chúa                 |
| 2019 | NXNX 32 - Truy Tìm Thủy Long Kiếm                                                | Công chúa thủy tề         |
| 2022 | NXNX 33 - Cuộc Phiêu Lưu Của Thuyền Trưởng Sinbad - Đại Chiến Nàng Tiên Cá       | Tiên cá Hoàng hậu Mê Đắm  |
| 2023 | NXNX 34 - Nàng Công Chúa Và Chiếc Áo Tầm Gai                                     | Cây táo tiên mẹ           |

(Và còn các vở kịch Ngày Xửa Ngày Xưa khác...)

### Kịch sân khấu
| Tên tác phẩm              | Tên tác phẩm           | Tên tác phẩm                              | Tên tác phẩm             |
| ------------------------- | ---------------------- | ----------------------------------------- | ------------------------ |
| Hương tình                | Người mua hạnh phúc    | Phù Đổng Thiên Vương                      | Tấm cám                  |
| Bông hồng cài áo          | Cái đẹp đè bẹp cái nết | Tề Thiên Đại Thánh đại chiến Hồng Hài Nhi | Cái tráp vàng            |
| Tứ đại mỹ nhân            | Thám tử si tình        | Cô bé tí hon lạc vào xứ sở thần tiên      | Thuốc đắng giã tật       |
| Tía ơi má dìa             | Bởi vì ta yêu nhau     | Tề Thiên Đại Thánh đại náo thiên cung     | Quyền lực tình yêu       |
| Lời nguyền phù thủy       | Thú yêu thương         | Lá cờ thêu 6 chữ vàng                     | Quan thích làm quan      |
| Ngôi nhà không có đàn ông | Ai là tỷ phú?          | Con gái nàng tiên cá                      | Một ngày làm vua         |
| Cậu Đồng                  | Trái tim nhảy múa      | Bá tước Monte Cristo                      | Một cuộc đời bị đánh cắp |
| Bình Ngô Đại Cáo          | Tình gần               | Trong hào quang bóng tối                  | Con Tám và Cấm           |
| Lôi vũ                    | Đời bỗng dưng yêu      | Hồn Trương Phi Da Hàn Tỷ                  | Ba người đàn ông họ Lôi  |
| Ngàn năm tình sử          | Phép lạ                | 12 bà mụ                                  | Cổ tích xứ Boom          |
| Bí mật vườn Lệ Chi        | Mặt nạ bong bóng       | Sơn ca không hót                          | Tiếng giày đêm           |
| Vua thánh triều Lê        | Tám người đàn bà       | Ông vua hóa cò                            | Ả ca ve nhà hàng Maxim's |
| Gươm lạc giữa rừng hoa    | Nhật xuất              | Hoàng tử chăn lợn                         | Những con ma nhà hát     |
| Đèn không hắt bóng        | Cũng cần có nhau       | Bạch Tuyết với 7 chú lùn                  | Lôi Vũ (1988)            |
| Tin ở hoa hồng            | Cuộc chơi nghiệt ngã   | Hạnh phúc trên đồi hoa máu                | ...                      |

(Và còn nhiều vở kịch sân khấu khác...)

### Kịch truyền hình & chương trình (Các tác phẩm từ năm 1995-2007)
| Tên tác phẩm                             | Tên tác phẩm                                | Tên tác phẩm                            |
| ---------------------------------------- | ------------------------------------------- | --------------------------------------- |
| Đùa với tình yêu                         | Dòng sông thao thức                         | Chuyện bốn mùa - Cơm nhà thời hiện đại  |
| Ông ngoại và thời đại                    | Hạnh phúc mong manh                         | Chuyện bốn mùa - Con muốn là con        |
| Chơi hàng độc                            | Tình giả duyên thật                         | Già néo đứt dây                         |
| Hơn cả ước mơ                            | Hào khí non sông                            | Hiểm nguy rình rập                      |
| Ngày trở về                              | Tình cha - Nổ chi cho khổ                   | Bạn có dũng cảm                         |
| Trầu cau                                 | Tình cha - Tấm áo kỉ niệm                   | Mẹ chồng hoàn hảo                       |
| Tâm hồn cao thượng - Hạc giấy            | Tình cha - Chiến tích tình trường           | Tâm hồn cao thượng - Ánh nắng mùa xuân  |
| Lục bình trôi                            | Nửa coi nhân gian                           | Tâm hồn cao thượng - Nụ cười đi lạc     |
| Cao thủ                                  | Người giúp việc                             | Ai già hơn                              |
| Chồng ơi ở đâu                           | Coi mắt                                     | Chuyện không của riêng ai               |
| Trong nhà ngoài phố - Có những ông chồng | Lời xin lỗi diệu kỳ - Khi bố chồng hồi xuân | Gót sen 3 tấc                           |
| Trong nhà ngoài phố - Dzô dzô            | Lời xin lỗi diệu kỳ - Cưới chồng nước ngoài | Chị em gái                              |
| Siêu thị cười                            | Đố biết gì                                  | Chị khẳng định là chị có rất nhiều tiền |
| Lửa thử vàng                             | Gửi lại yêu thương                          | Trò chơi tình ái                        |

(Và còn nhiều vở kịch truyền hình khác...)

### Phim truyền hình & phim ngắn (1991-nay)
| Năm  | Phim                  | Vai diễn        | Thông tin phim                                                          |
| ---- | --------------------- | --------------- | ----------------------------------------------------------------------- |
| 1992 | Pháp trường êm ả      | Hằng            | Phim lẻ Việt Nam                                                        |
| 1993 | Trái tim mùa đông     | Thu Hà          | Phim Việt Nam xưa                                                       |
| 1994 | Trở về                | Hà              | Phim Việt Nam xưa                                                       |
| 1994 | Áo trắng sân trường   | Nữ sinh cấp 3   | Phim Việt Nam xưa                                                       |
| 1995 | Nước mắt muộn màng    | Cô giáo Vân Anh | Phim Việt Nam xưa                                                       |
| 1996 | Đôi bạn               | Cô giáo Mai     | Phim do hãng TFS sản xuất                                               |
| 1998 | Chuyện ở U Minh       | Út Hảo          | Phim do hãng TFS sản xuất                                               |
| 2005 | Sự tích cây vú sữa    | Bà bá hộ        |                                                                         |
| 2005 | Phạm Công Cúc Hoa     | Cúc Hoa         | Phim lẻ Việt Nam                                                        |
| 2006 | Mùi ngò gai           | Bà Lan          | Phim truyền hình dài tập phát sóng trên HTV                             |
| 2008 | Gia tài bác sĩ        | Vợ bác sĩ Hoàng | Phim truyền hình dài tập phát sóng trên HTV                             |
| 2011 | Cô dâu tuổi dần       | Thím tư         | Phim truyền hình dài tập phát sóng trên THVL1                           |
| 2011 | Hè không phai         | Mẹ Chí Kiên     | Phim truyền hình dài tập phát sóng trên HTV.                            |
| 2012 | Mãi theo bóng em      | Bà Thoại        | Phim truyền hình dài tập phát sóng trên THVL1                           |
| 2012 | Vực thẳm tình yêu     | Thư kí Lan      | Phim truyền hình dài tập phát sóng trên THVL1                           |
| 2012 | Hoàng tử ăn mày       | Bà Phương       | Phim truyền hình dài tập phát sóng trên HTV.                            |
| 2012 | Thời gian để yêu      | Bà Sang         |                                                                         |
| 2012 | Mơ hoang              | Bà Vạn Lợi      | Phim truyền hình dài tập phát sóng trên THVL1                           |
| 2012 | Bao la tình mẹ        | Lệ Phương       | Phim truyền hình dài tập phát sóng trên THVL1                           |
| 2013 | Về quê                |                 |                                                                         |
| 2013 | Sông dài              | Bà Hạnh Hoà     | Phim truyền hình phát sóng trên HTV                                     |
| 2014 | Truy tìm kho báu      | Bà Nhã          | Phim truyền hình dài tập phát sóng trên HTV.                            |
| 2014 | Nhà không có mẹ chồng | Bà Oanh         | Phim truyền hình dài tập phát sóng trên app VieON                       |
| 2014 | Cha rơi               | Nhã Nam         | Phim truyền hình dài tập.                                               |
| 2014 | Ký ức tuổi thơ        | Bà Hạnh         | Phim truyền hình dài tập phát sóng trên SCTV14                          |
| 2015 | Buổi tối của diều hâu | Bà Thế          | Phim truyền hình dài tập phát sóng trên Let's Viet                      |
| 2015 | Sức nặng tình thâm    | Bà Xuân         | Phim được phát sóng trên HTV9 từ ngày 2 tháng 1                         |
| 2015 | Kẻ thù giấu mặt       | Bà Thanh        | Phim truyền hình dài tập phát sóng trên THVL1                           |
| 2015 | Ngoại tình với vợ     | Bà Thu          | Phim truyền hình dài tập phát sóng trên SCTV14                          |
| 2015 | Hai người vợ          | Bà Duy          | Phim truyền hình dài tập phát sóng trên THVL1                           |
| 2015 | Sứ mạng song sinh     | Mẹ Minh Thư     | Phim truyền hình dài tập phát sóng trên THVL1                           |
| 2016 | Muôn mặt cuộc đời     | Diễm Trinh      | Phim truyền hình dài tập phát sóng trên HTV9                            |
| 2016 | Nó là con tôi         | Bà Dung         | Phim truyền hình dài tập phát sóng trên SCTV14                          |
| 2016 | Cảm ơn Sensei         | Mẹ Hiếu         | Thuộc thể loại phim sitcom.                                             |
| 2016 | Cô thắm về làng       | Bà Út           | Phát sóng trên HTV2-Vie Channel ngày 16 tháng 1, 2016 - 7 tháng 2, 2016 |
| 2017 | Cô thắm về làng 2     | Bà Út           | Phát sóng trên HTV2-Vie Channel ngày 10 tháng 1, 2017-27 tháng 1, 2017  |
| 2018 | Cô thắm về làng 3     | Bà Út           | Phát sóng trên HTV2-Vie Channel ngày 20 tháng 1, 2018-11 tháng 2, 2018  |
| 2019 | Cô thắm về làng 4     | Bà Út           | Phát sóng trên HTV2-Vie Channel ngày 15 tháng 1, 2019-30 tháng 1, 2019  |
| 2019 | 7 bước yêu            | Đang cập nhật   | Phim ngắn phát sóng trên VTV3                                           |
| 2019 | Me chồng lắm chiêu    | Mẹ chồng        | Phim ngắn phát sóng trên VTV3                                           |
| 2020 | Gạo nếp gạo tẻ 2      | Bà Hà           | Phim truyền hình dài tập phát sóng trên HTV2                            |
| 2021 | Thương con cá rô đồng | Bà Tiền         | Phim truyền hình dài tập phát sóng trên VTV3                            |
| 2021 | Yêu không khoảnh cánh | Bà Hoài         |                                                                         |
| 2021 | Định mệnh ta yêu nhau | Bà Mai          |                                                                         |
| 2021 | Tết nhà mình          | Mẹ              | Đóng vai mẹ của Hòa Minzy & Lăng LD                                     |
| 2022 | Tình thắm duyên xuân  | Vợ Tư Đa        | Phim Tết phát sóng trên THVL1                                           |
| 2022 | Hồng nhan             | Bà Tâm An       | Phim truyền hình dài tập phát sóng trên SCTV14                          |
| 2023 | Tình yêu dối lừa      | Bà Lan          | Phim truyền hình dài tập phát sóng trên THVL1                           |
| 2023 | Mặt trời mùa đông     | Bà Linh         |                                                                         |
| 2023 | Yêu trước ngày cưới   | Bà Thanh        |                                                                         |

(Và còn nhiều bộ phim khác...)

### Sitcom
| Năm  | Tên tác phẩm               | Vai diễn  | Thông tin sitcom                |
| ---- | -------------------------- | --------- | ------------------------------- |
| 2016 | Xóm trọ lừng danh          | Cô Vàng   | Sitcom chiếu trên SCTV1         |
| 2018 | Ngôi sao khoai tây         | Bà Tuyết  | Sitcom do Dien Quan sản xuất    |
| 2020 | Gia đình là số 1 - Phần 3  | Mẹ Á Quân | Sitcom do Dien Quan sản xuất    |
| 2021 | Đố ba biết mẹ đang nghĩ gì | Bà Tiền   | Sitcom do M&T Pictures sản xuất |

(Và còn các bộ sitcom khác...)

## Đời tư
Nghệ sĩ Hoàng Trinh kết hôn với Dị Thảo, mối tình lâu năm của cô cho đến khi mất vào năm 2023. Hai người có một người con gái là Kỳ Thanh.